# Larry (piłkarz)
Larry Pinto de Faria (ur. 3 listopada 1932 w Nova Friburgo, zm. 6 maja 2016 w Porto Alegre) – brazylijski piłkarz występujący na pozycji ofensywnego pomocnika.

## Kariera klubowa
Karierę piłkarską Larry rozpoczął w klubie Fluminense FC w 1951 roku. W latach 1955–1962 grał w SC Internacional. Z Internacionalem dwukrotnie zdobył mistrzostwo stanu Rio Grande do Sul – Campeonato Gaúcho w 1955 i 1961 roku. Indywidualnym sukcesem był tytuł króla strzlców ligi stanowej Rio GRande do Sul w 1955 roku.

## Kariera reprezentacyjna
W 1952 roku Larry uczestniczył w Igrzyskach Olimpijskich w Helsinkach. Na turnieju Larry wystąpił we wszystkich trzech meczach reprezentacji Brazylii z Holandią (2 bramki) i Luksemburgiem (bramka) oraz RFN w ćwierćfinale (bramka).
W reprezentacji Brazylii Larry zadebiutował 1 marca 1956 w wygranym 2-1 meczu z reprezentacją Chile podczas Mistrzostw Panamerykańskich, które Brazylia wygrała. Na turnieju w Meksyku wystąpił we wszystkich pięciu meczach z Chile, Peru (bramka w 40 min.), Kostaryką (3 bramki w 8, 37 i 51 min.), Argentyną. Ostatni raz w reprezentacji Larry wystąpił 25 kwietnia 1956 w przegranym 0-3 towarzyskim meczu z Włochami.

## Po zakończeniu kariery
Po zakończeniu kariery Larry krótko był trenerem SC Internacional. Później został komentatorem sportowym w telewizji w Porto Alegre.